# 圣体龛教堂 (马拉加)
圣体龛教堂（西班牙語：Iglesia de Santa María del Sagrario）是一座罗马天主教教堂，位于西班牙马拉加老城区圣玛丽亚街（calle Santa María）。该堂建于15-18世纪，伊莎贝拉哥特式建筑风格。
1931年6月3日，该堂公布为西班牙文化财产。

## 历史

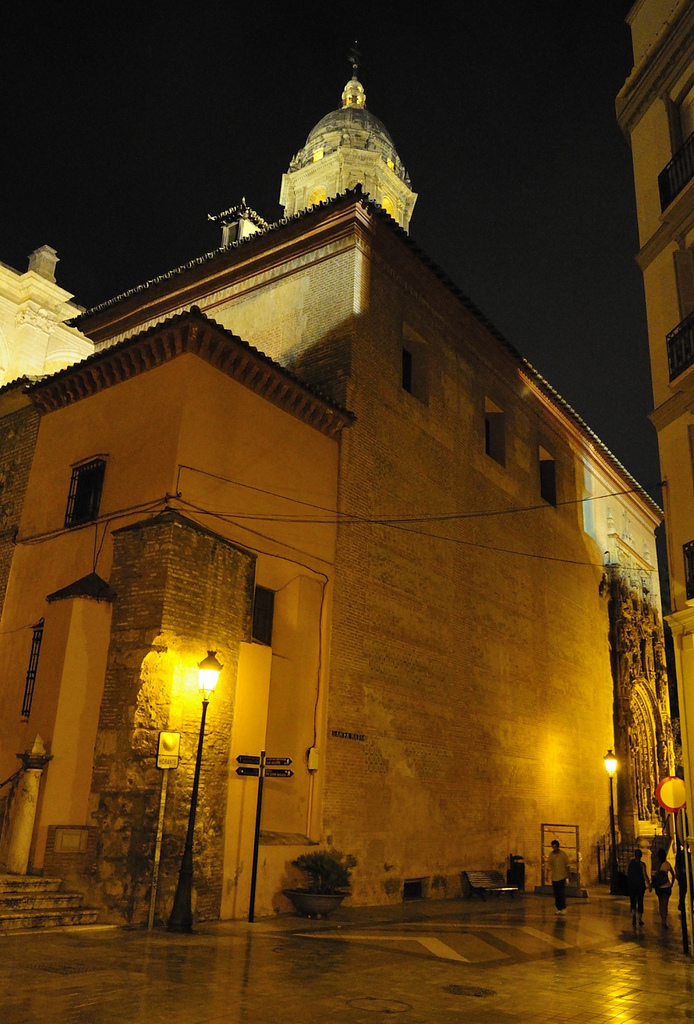

圣体龛教堂与圣若望堂（Iglesia de San Juan）、圣雅各伯宗徒堂（Iglesia de Santiago Apóstol）和致命圣人堂（Iglesia de los Santos Mártires），是天主教双王在占领马拉加以后建立的第一批堂区之一。
2020年，在教堂地下发现了初期基督教的遗迹，证明基督教从其发展的最初时期，已在此存在。

## 建筑

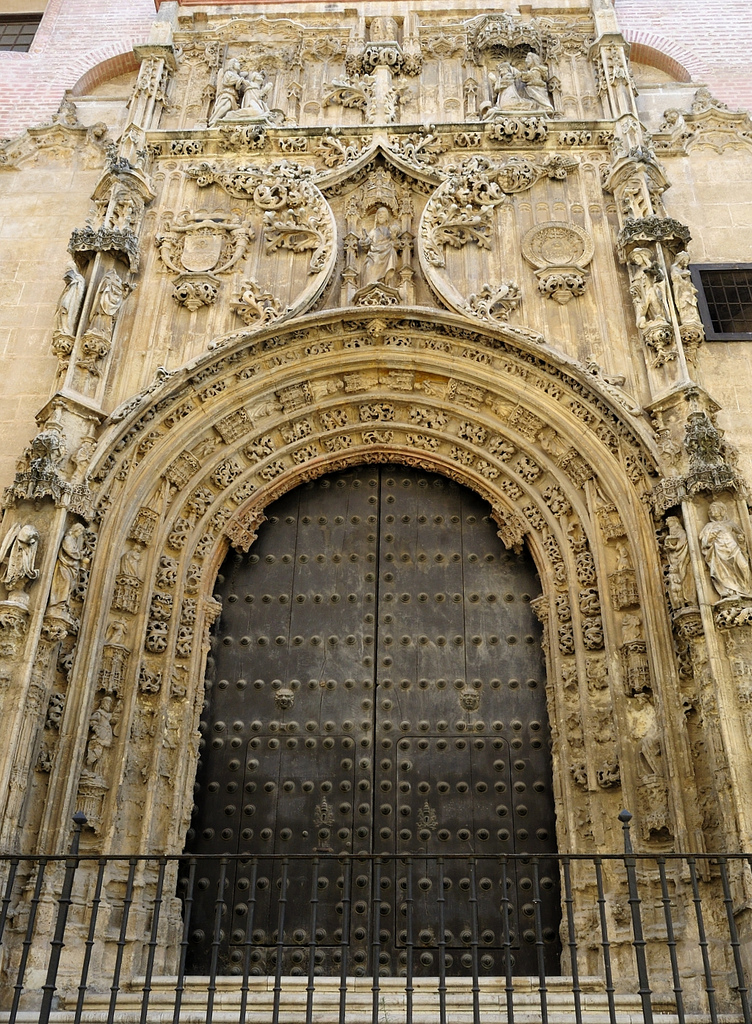
哥特大门

圣体龛教堂的“哥特大门”（portada gótica）是主教座堂建筑群中最古老的作品，伊莎贝拉哥特式建筑的杰作。据信，它建于1498年，在原清真寺叫拜楼的底部，由马拉加第一任主教 Diego Ramírez de Villaescusa 所建。